# Dasyornis longirostris
Bico-de-cerdas-ocidental ou espinhoso-ocidental (Dasyornis longirostris) é uma espécie de ave da família Dasyornithidae.
É endémica da Austrália.
Os seus habitats naturais são: matagal de clima temperado.
Está ameaçada por perda de habitat.